# Charalampos Kōstoulas
Charalampos Kōstoulas (in greco Χαράλαμπος Κωστούλας?; Volo, 30 maggio 2007) è un calciatore greco, attaccante del Brighton e della nazionale Under-21 greca.

## Biografia
È il figlio di Thanasīs Kōstoulas, ex calciatore dell'Olympiakos.

## Carriera
Calcisticamente cresciuto nel settore giovanile dell'Olympiakos, tra il 2022 e il 2024 ha giocato con la seconda squadra dei bianco-rossi.
Il 17 agosto 2024 ha fatto il suo esordio in prima squadra, durante la partita vinta per 2-0 sul campo del Volo; il 26 settembre ha debuttato anche in Europa League, nella sconfitta per 0-2 contro il Lione al Groupama Stadium. Il 10 novembre ha realizzato il suo primo gol con la maglia dell'Olympiakos, nella vittoria per 3-2 sul campo del PAOK Salonicco; al termine della stagione ha vinto sia la Souper Ligka che la Kypello Ellados, totalizzando sette reti tra campionato e coppe.
Il 12 giugno 2025 è stato acquistato dal Brighton, militante in Premier League per 35 milioni di euro, firmando un contratto di cinque anni.

## Statistiche

### Presenze e reti nei club
Statistiche aggiornate al 12 dicembre 2024.
| Stagione            | Squadra             | Campionato          | Campionato | Campionato | Coppe nazionali | Coppe nazionali | Coppe nazionali | Coppe continentali | Coppe continentali | Coppe continentali | Altre coppe | Altre coppe | Altre coppe | Totale | Totale |
| Stagione            | Squadra             | Comp                | Pres       | Reti       | Comp            | Pres            | Reti            | Comp               | Pres               | Reti               | Comp        | Pres        | Reti        | Pres   | Reti   |
| ------------------- | ------------------- | ------------------- | ---------- | ---------- | --------------- | --------------- | --------------- | ------------------ | ------------------ | ------------------ | ----------- | ----------- | ----------- | ------ | ------ |
| 2022-2023           | Olympiacos B        | SL2                 | 2          | 0          | -               | -               | -               | -                  | -                  | -                  | -           | -           | -           | 2      | 0      |
| 2023-2024           | Olympiacos B        | SL2                 | 20         | 3          | CG              | 0               | 0               | -                  | -                  | -                  | -           | -           | -           | 20     | 3      |
| Totale Olympiakos B | Totale Olympiakos B | Totale Olympiakos B | 22         | 3          |                 | 0               | 0               |                    | 0                  | 0                  |             | 0           | 0           | 22     | 3      |
| 2024-2025           | Olympiacos          | SL                  | 22         | 7          | CG              | 5               | 0               | UEL                | 8                  | 0                  | -           | -           | -           | 35     | 7      |
| Totale carriera     | Totale carriera     | Totale carriera     | 44         | 10         |                 | 5               | 0               |                    | 8                  | 0                  |             | 0           | 0           | 57     | 10     |

## Palmarès
- Campionato greco: 1

Olympiacos: 2024-2025
- Coppa di Grecia: 1

Olympiacos: 2024-2025